# Grochów

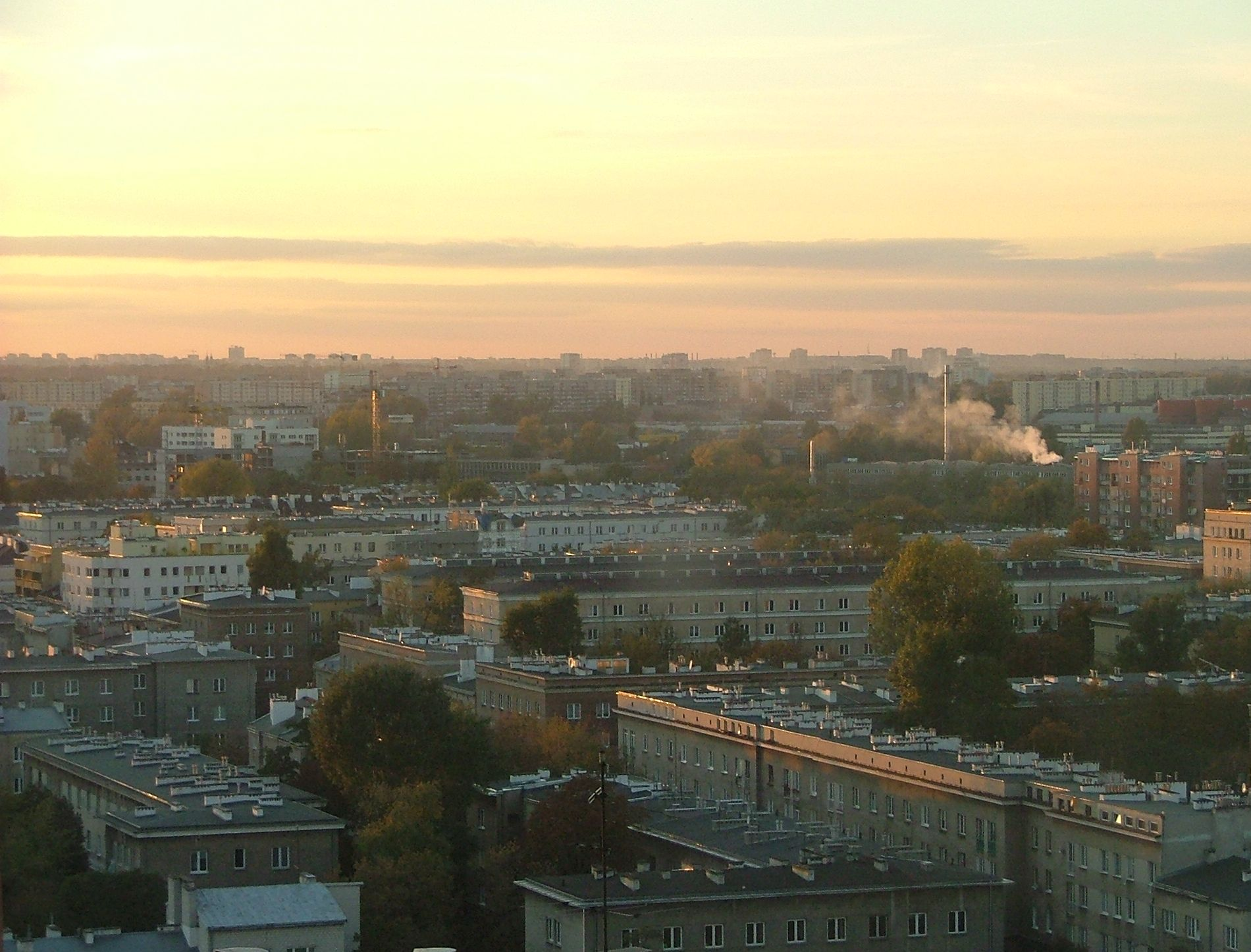
Quang cảnh của Grochów, 2007

Grochów là một quận của Warsaw, Ba Lan. Nó chính thức là một phần của quận Praga-Południe mặc dù hoàn toàn không được kết nối với quận "Praga" lịch sử. Đây là một trong những khu dân cư đáng chú ý nhất. Ở đây có một số lượng lớn các căn hộ, cũng như nhiều ngôi nhà trước chiến tranh thế giới thứ hai. Grochów có biệt danh là "lá phổi của Warsaw", nhờ có nhiều không gian xanh. Bất chấp các kế hoạch được thực hiện bởi chính quyền Cộng sản trước đây, Grochów đã không chuyển đổi thành khu công nghiệp nghiêm ngặt, mặc dù nó đã từng là khu công nghiệp trong thế kỷ 19. 

## Lịch sử
Sau khi Ba Lan giành lại độc lập vào năm 1918, Grochów và tất cả các ngôi làng lân cận bắt đầu phát triển nhanh chóng. Bản thân Grochów đã sớm mất đi tính chất nông thôn và công nghiệp, dần dần được chuyển đổi thành một quận được xây dựng với các khối căn hộ. Các đường phố mới đã được lát gạch, khí đốt, nước sinh hoạt và mạng lưới cống được lắp đặt. Nó nhanh chóng trở thành một trong những nơi phổ biến nhất cho các công ty và xã hội để xây dựng những ngôi nhà giá rẻ cho nhân viên và cư dân. 
Trong Chiến tranh thế giới lần 2, Grochów đã thoát khỏi sự hủy diệt, và từ đầu những năm 1960, nó đã chứng kiến một giai đoạn tăng trưởng và mở rộng nhanh chóng khi các khu vực mới được xây dựng với các khối căn hộ bề thế. 